# Berastepu
Berastepu is een bestuurslaag in het regentschap Karo van de provincie Noord-Sumatra, Indonesië. Berastepu telt 2062 inwoners (volkstelling 2010).